# Народный комиссариат финансов СССР
Наро́дный комиссариа́т фина́нсов СССР (Наркомфи́н или НКФ) — центральный государственный орган управления финансами в СССР в 1923—46 годах.

## История
В 1925 году НКФ СССР принял Положение о наружном налоговом надзоре, где определялись права, обязанности, задачи и функции финансовых инспекторов, их помощников и финансовых агентов. На наружный налоговый надзор возлагалось обследование плательщиков налогов, изучение источников их доходов, объектов налогообложения. Ведение окладного счетоводства (карточки недоимок, книги, отчетные ведомости и др.) передавалось кассовым органам, а взимание платежей — налоговым агентам.

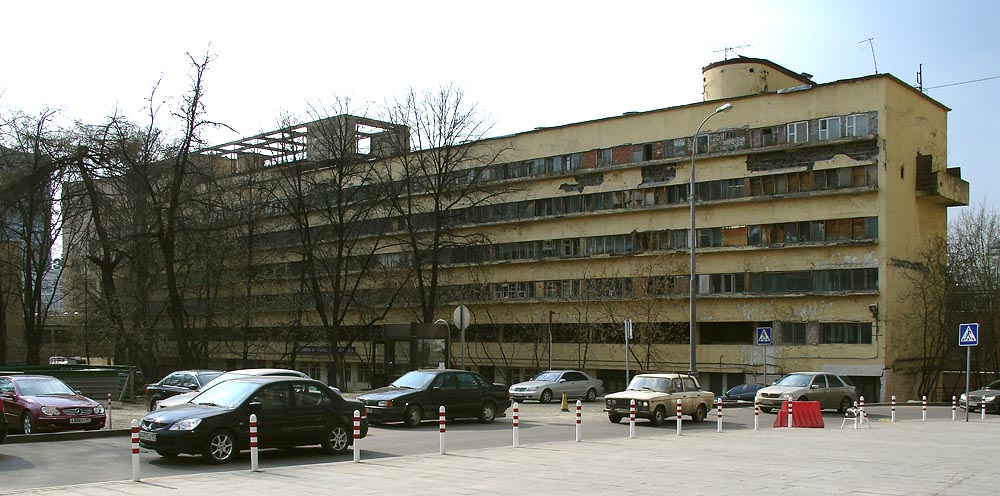
Дом Наркомфина, 1930, арх. М. Я. Гинзбург

К 1930 году налоговый аппарат Наркомфина СССР превысил 17 тыс. человек. Из них половина работала в финансовых органах, а остальные входили в аппарат наружного налогового надзора. Учитывая, что к этому времени с капиталистическим элементом как в городе, так и на деревне в основном было покончено, налоговая реформа 1930 года внесла изменения и в организацию налогового аппарата. Основным звеном системы стала налоговая инспекция — структурное подразделение районного и городского финансовых отделов. К руководящим и контролирующим звеньям относились налоговые отделы краевых, областных и городских (с районным делением) финансовых органов, управления налогов и сборов наркоматов финансов союзных республик и Наркомата финансов СССР.
в 1928—1930 годах по адресу: Новинский Новинский бульвар, дом № 25, корпус 1 — был построен дом для работников наркомата (Дом Наркомфина). Заказчиком дома был нарком финансов РСФСР Николай Александрович Милютин, принимавший активное участие в разработке проекта. Для своего времени дом стал техническим, технологическим и культурным прорывом, а впоследствии стал одним из самых известных памятников эпохи конструктивизма в СССР.
По состоянию на 1942 год в распоряжении Наркомфина находились не только денежные средства и драгоценные металлы, но и такие экзотические ценности, как радий.
В соответствии с законом от 15 марта 1946 года Наркомфин СССР преобразован в Министерство финансов СССР.

## Народные комиссары финансов
| Народный комиссар               | Время работы |
| ------------------------------- | ------------ |
| Сокольников, Григорий Яковлевич | 1923—1926    |
| Брюханов, Николай Павлович      | 1926—1930    |
| Гринько, Григорий Фёдорович     | 1930—1937    |
| Чубарь, Влас Яковлевич          | 1937—1938    |
| Зверев, Арсений Григорьевич     | 1938—1946    |